# Stazione di Cologna Veneta
La stazione di Cologna Veneta è una stazione ferroviaria della dismessa ferrovia Treviso-Ostiglia, un tempo posta a servizio del comune di Cologna Veneta e dei paesi circonvicini, nella provincia di Verona.

## Storia
La stazione di Cologna Veneta fu inaugurata il 19 aprile 1925, come capolinea del primo tronco della nuova ferrovia Ostiglia-Treviso, tronco lungo 14,46 km, da cui vanno sottratti gli 880 m del tratto da Legnago al bivio posto immediatamente dopo il ponte sull'Adige, tratto già esistente e utilizzato in comune anche dalla ferrovia Mantova-Monselice.
Il secondo tronco della linea, tra Cologna Veneta e Grisignano di Zocco, fu varato l'8 luglio 1928, per una lunghezza di 34,128 km.
Durante l'ultima fase della Seconda guerra mondiale il controllo della stazione (come quello di tutte le fermate della linea) fu assunto direttamente dalla Wehrmacht, che, nel ritirarsi di fronte all'avanzata degli Alleati, inflisse molti danni alla struttura.
Il servizio passeggeri fu interrotto il 2 settembre 1967, mentre il servizio merci proseguì sino alla chiusura della linea, nel 1987.
Gli ultimi treni merci transitarono comunque sino alla fine del 1988 per il trasporto delle componenti di alcuni impianti di scolo, ma nel 1993 la stazione fu definitivamente disabilitata al transito dei convogli merci.
Sino al 2003 il fabbricato viaggiatori ospitò un centro di accoglienza per immigrati, per poi venire abbandonato.
Dal 2008 un comitato civico locale ha in progetto di ripristinarla ad uso turistico-ferroviario.

## Strutture ed impianti

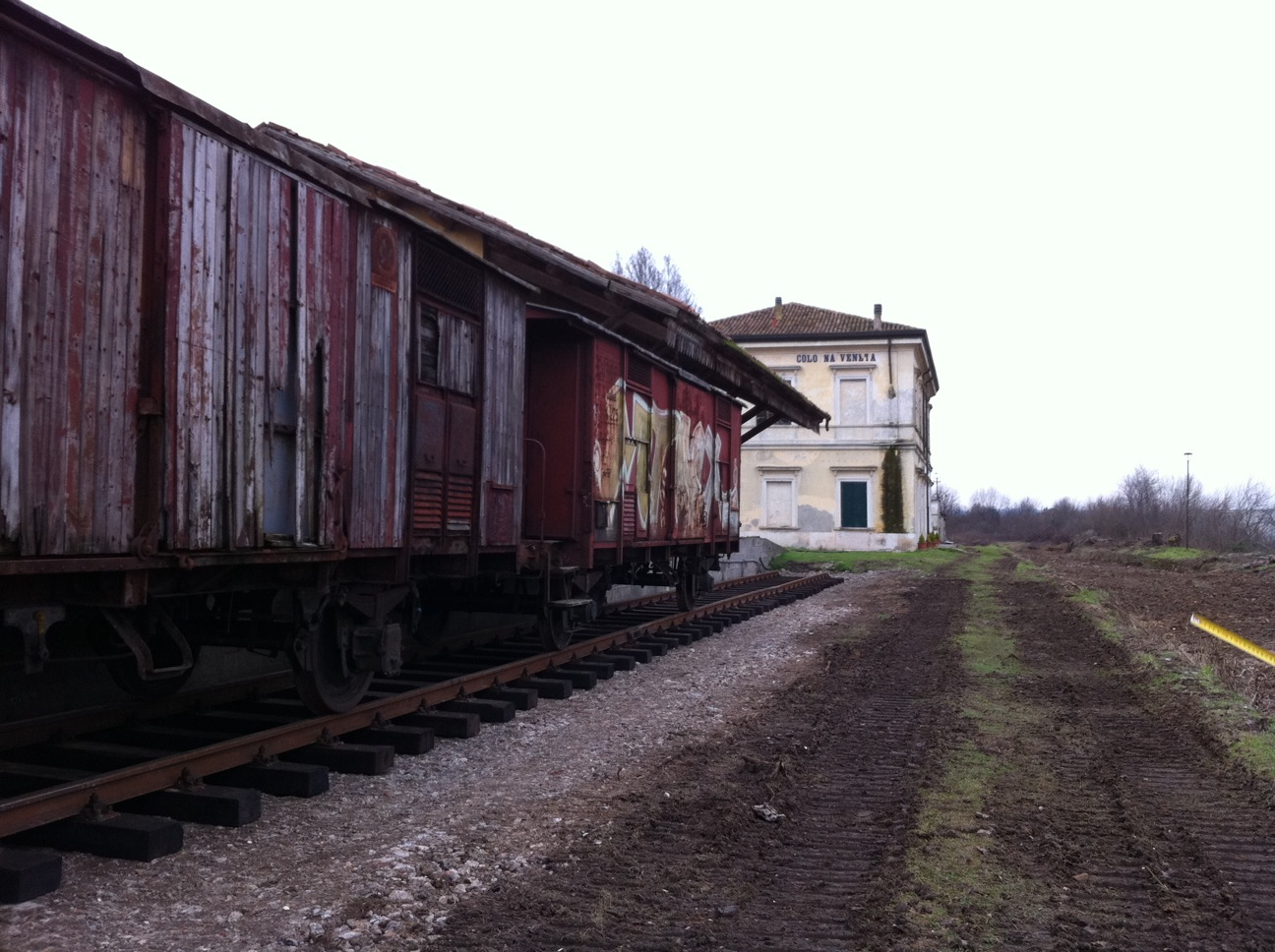
L'ex scalo merci nel 2011

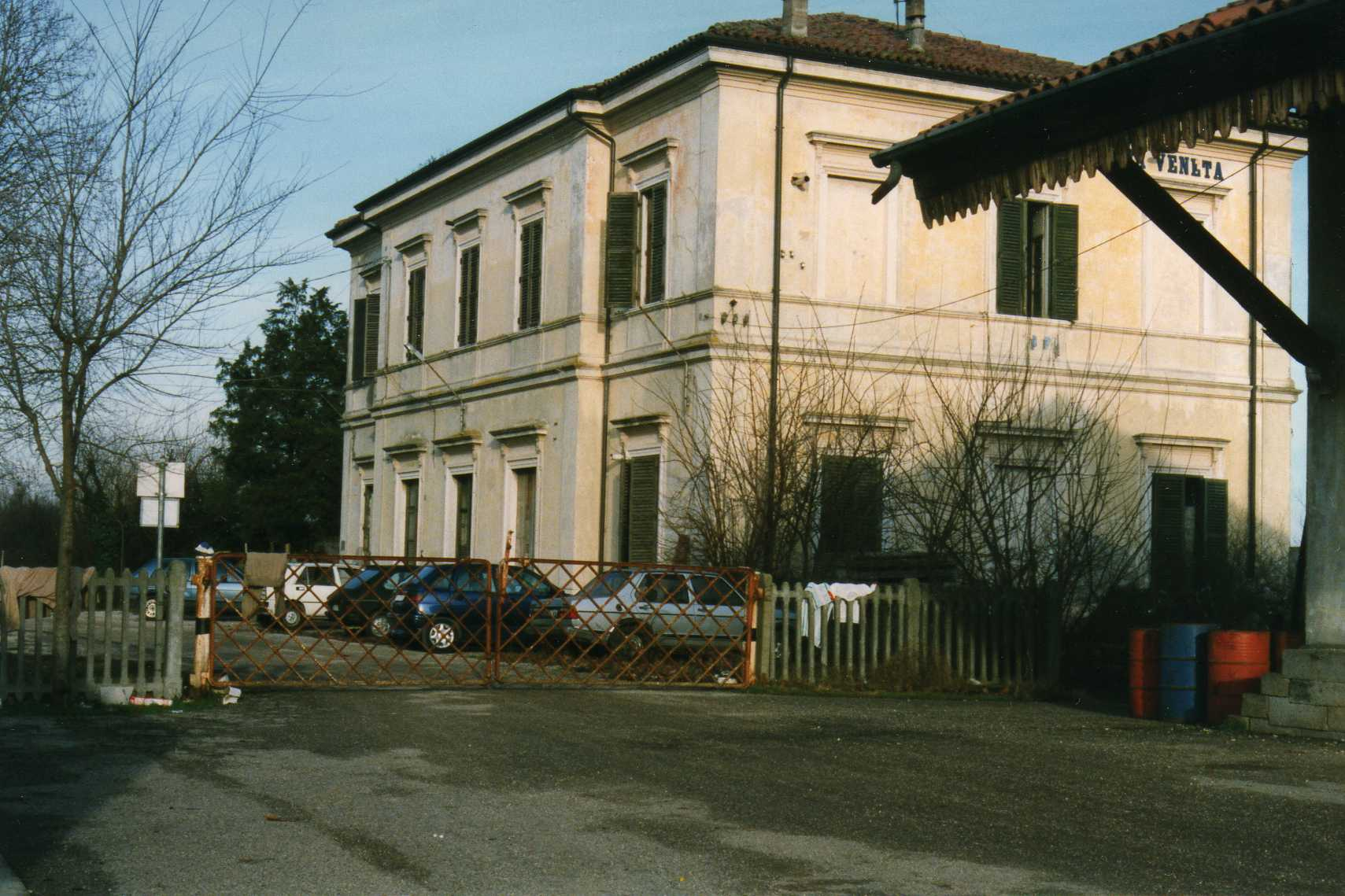
Il fabbricato viaggiatori nel 2009

La stazione era dotata di un fabbricato viaggiatori a pianta rettangolare e a due livelli. Al piano inferiore erano posizionate la sala d'attesa, l'ufficio movimento e il deposito bagagli. Il piano superiore un tempo era riservato ad abitazione. Alcuni di questi locali sono stati recentemente ristrutturati dall'Associazione Ferroviaria "I Quari".
Era inoltre dotata di uno scalo merci. Dal lato Ostiglia si diramava un raccordo per il vicino zuccherificio in località Sabbion e per questo motivo fu punto d'arrivo delle tradotte merci dirette a questo stabilimento. Al suddetto impianto saccarifero vi giungeva originariamente un altro raccordo dalla tramvia a vapore Lonigo-Cologna Veneta, disattivato con la costruzione dell'altro raccordo con l'impianto FS.
Nel 2011 lo scalo merci è stato parzialmente riarmato al fine di posizionarvi due carri merci, uno dei quali facente parte di un convoglio di prigionieri destinati al campo di concentramento di Auschwitz, una carrozza Centoporte adibita a sala riunioni per le associazioni del territorio e un automotore FS 207.